# Ihor Ihorovics Haratyin
Ihor Ihorovics Haratyin (ukránul: Ігор Ігорович Харатін; Munkács, 1995. február 2. –) ukrán válogatott labdarúgó, az ukrán Kolosz Kovalivka játékosa. Rendelkezik magyar felmenőkkel is.

## Pályafutása

### Klubcsapatokban

#### Dinamo Kijiv
Haratyin Munkács városában született, pályafutását a helyi csapatban kezdte. Kilencéves korában került a FK Dinamo Kijiv akadémiájára. Gyermek- és ifjúsági szinten három alkalommal nyerte meg a korosztályos bajnokságot a csapattal. Pályafutása elején védőt, majd később középpályást játszott. Több díjat is nyert abban az időben; a 2007-es és a 2010-es év legjobb védője, majd a 2011-es legjobb játékosa is ő lett a csapatnál.
2013 márciusában írta alá első, két és fél évre szóló profi szerződését a Dinamo Kijivvel. A 2012-13-as szezonban az U-19 csapatban középpályásként 25 mérkőzésen lépett pályára és hét gólt szerzett. A következő szezonban az ifjúsági csapatban játszott, 23 mérkőzésen öt gólt szerzett és ő volt a csapatkapitány.
2014. május 18-án, tizenkilenc éves korában mutatkozott be a Dinamo felnőtt csapatában. A Zorja Luhanszk elleni mérkőzésen Younès Belhanda helyére állt be a 79. percben a bajnokságban. 2015 nyarán elhagyta a csapatot. Abban az időszakban több külföldi csapat, így a német VfB Stuttgart is érdeklődött iránta.

#### Metaliszt Harkiv
2016 februárjában, miután nem hosszabbította meg lejáró szerződését, szabadon igazolható játékosként a Metaliszt Harkivhoz írt alá a szezon hátralevő részére.

#### Zorja Luhanszk
2016. augusztus 25-én a Zorja Luhanszk csapatához igazolt.

#### Ferencvárosi TC
2018. december 30-án a magyar bajnokságban szereplő Ferencvárosi TC csapatához írt alá. A budapesti csapat 600 ezer eurót fizetett a középpályásért, aki két és fél plusz egy évre szóló szerződést írt alá. A Videoton elleni Magyar Kupa-negyeddöntő visszavágóján összefejelt csapattársával, Davide Lanzafaméval, aminek következtében több helyen is eltört az orrcsontja, amit meg kellett műteni. A 2018–19-es bajnokságban 14 mérkőzésen 2 gólt szerzett, az aranyérmes csapat tagja lett.
2019. július 17-én a Bajnokok Ligája-selejtező első körében Razgradban a bolgár Ludogorec együttese elleni 3–2-re megnyert visszavágó mérkőzésen az első gólt ő fejelte.
A 2019–20-as szezon végén bajnoki címet ünnepelhetett a csapattal, amellyel az Európa-liga csoportkörében is szerepelhetett.
A következő idényben a Ferencváros bejutott a Bajnokok Ligája csoportkörébe, ahol a Barcelona és a Juventus is az ellenfele lett. 2020. október 20-án a zöld-fehérek idegenben 5–1-es vereséget szenvedtek a katalánoktól, a Ferencváros gólját tizenegyesből Haratyin szerezte.
A 2020–21-es szezon végén harmadszor is bajnoki címet ünnepelhetett a csapat játékosaként, miután a Ferencváros 3-0-ra legyőzte az Újpestet a Groupama Arénában és ezzel bebiztosította újabb elsőségét az NB I-ben.

#### Legia Warszawa
2021. szeptember 1-jén a lengyel élvonalban szereplő Legia Warszawa igazolta le. A varsói klub egymillió eurót fizetett az ukrán középpályás játékjogáért, aki a Ferencváros színeiben 108 tétmérkőzésen 11 gólt szerzett, és ugyanennyi gólpasszt adott csapattársainak. Haratyin három évre írt alá a lengyelekhez.
Szeptember 11-én Kacper Skibicki cseréjeként mutatkozott be a lengyel élvonalban, a Śląsk Wrocław ellen 1–0-ra elvesztett bajnokin, első gólját pedig a Raków Częstochowa ellen szerezte, szeptember 25-én. 2024 januárjában a tartalékcsapathoz irányították, miután a szezon addigi részében egyetlen mérkőzésen sem kapott szerepet.

#### DAC
2024. február 14-én a dunaszerdahelyi DAC igazolta le.

### A válogatottban
Többszörös ukrán utánpótlás-válogatott. Tagja volt a válogatottnak a 2014-es U19-es labdarúgó-Európa-bajnokságon és a 2015-ös U20-as labdarúgó-világbajnokságon is szerepelt az ukrán csapatban. A felnőtt válogatottban 2020. szeptember 6-án debütált egy Spanyolország elleni Nemzetek Ligája mérkőzésen.

#### Mérkőzései az ukrán válogatottba n
megjegyzés Az eredmények az ukrán válogatott szemszögéből értendők.
| #  | Dátum               | Helyszín                           | Ellenfél      | Eredmény | Kiírás              | Esemény |
| -- | ------------------- | ---------------------------------- | ------------- | -------- | ------------------- | ------- |
| 1. | 2020. szeptember 6. | Madrid, Alfredo Di Stéfano stadion | Spanyolország | 0 – 4    | Nemzetek Ligája     | 63'     |
| 2. | 2020. október 7.    | Saint-Denis, Stade de France       | Franciaország | 1 – 7    | barátságos mérkőzés | 51'     |
| 3. | 2020. november 11.  | Chorzów, Stadion Śląski            | Lengyelország | 0 – 2    | barátságos mérkőzés | 56'     |
| 4. | 2020. november 14.  | Lipcse, Red Bull Arena             | Németország   | 1 – 3    | Nemzetek Ligája     | 86'     |

## Sikerei, díjai
Ferencvárosi TC
- Magyar bajnok (4): 2018–19,[24] 2019–20,[25] 2020–21,[26] 2021–22[27]

 Legia Warszawa
- Lengyel Kupa
  - Győztes (1): 2022–23

 FC DAC 1904
- Szlovák bajnokság ezüstérmes (1): 2023–24